# 즐라토로크

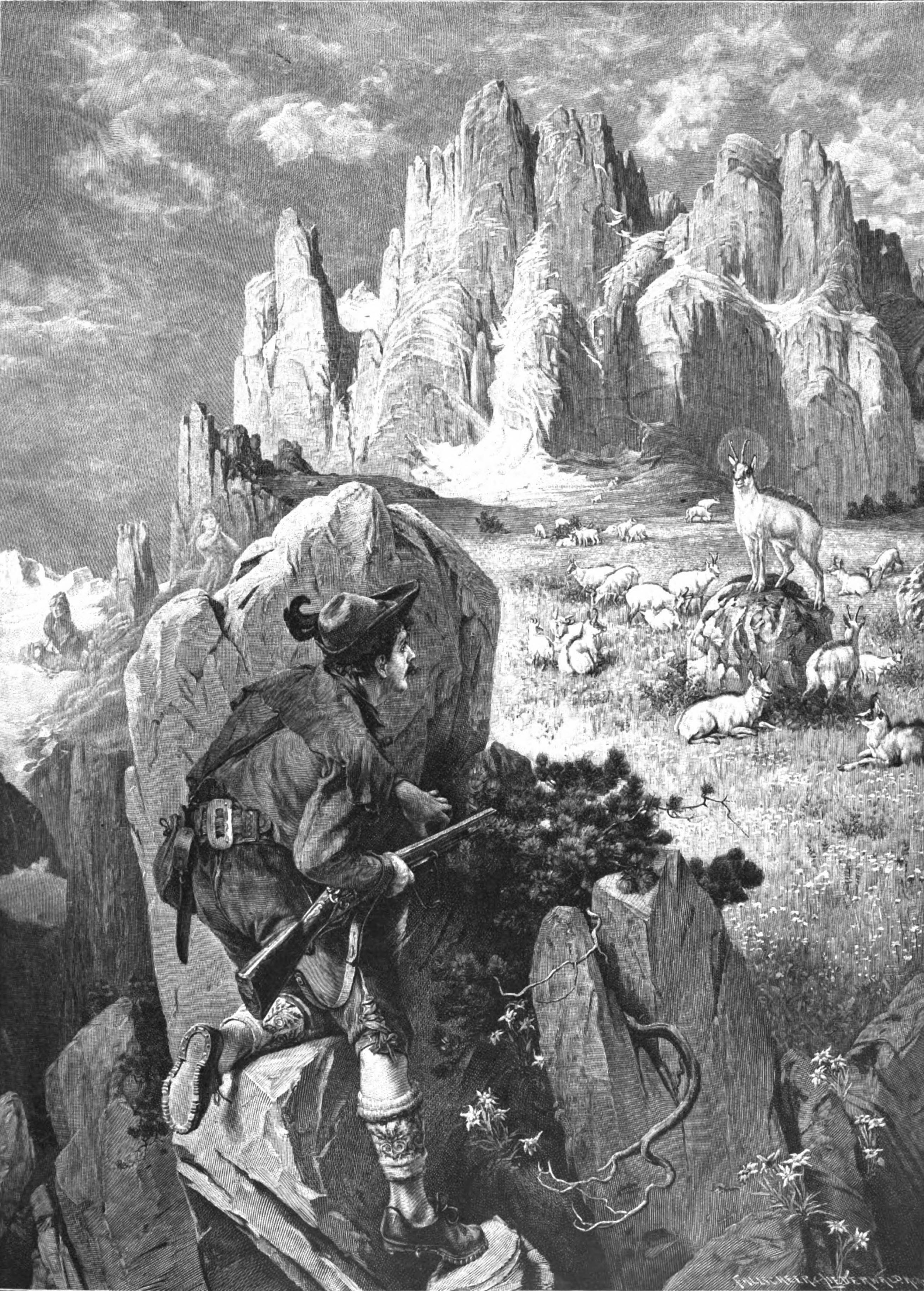
1899년 삽화

즐라토로크(슬로베니아어: Zlatorog) 또는 영어식 표현 골드혼(영어: Goldhorn), 골든혼(영어: Goldenhorn)은 전설적인 흰 수컷 알프스산양이거나 또는 알파인 아이벡스로, 슬로베니아에서 가장 높은 산이자 율리안알프스산맥의 가장 높은 봉우리인 트리글라우산 정상에 자신의 영역을 가지고 있었다고 알려져 있다. 이 전설은 슬로베니아 전역 (특히 코로슈카)과 오스트리아 케른텐주, 이탈리아 프리울리베네치아줄리아주에서도 잘 알려져 있다.
즐라토로크에 대한 이야기는 처음에 기록되었고, 후기 낭만주의 스타일로 각색되어 카렐 데즈만에 의해 1868년 2월 21일 Laibacher Zeitung 43호에 게재되었다.